# Glock 40
Die Glock 40 ist eine halbautomatische Pistole im Kaliber 10 mm Auto der Firma Glock. Das Standardmagazin der ungeladen 1005 Gramm schweren Waffe fasst 15 Patronen, wobei aber auch ein Magazin mit einer Kapazität von 10 Schuss erhältlich ist. Die Pistole vereint einen besonders langen Verschluss mit einem Standard-Griffstück und ist ausschließlich als MOS-Variante, also mit einer Vorrichtung zur Montage eines optischen Visiers auf dem Lauf, erhältlich.